# Yazılıkaya
Il santuario di Yazılıkaya (in turco: "roccia incisa") era un importante santuario situato ad Ḫattuša, antica capitale dell'impero ittita. Operativo a partire almeno dal XVI secolo a.C., il santuario riflette le principali caratteristiche dell'architettura ittita, conservando a distanza di secoli vari monoliti, incisioni nella roccia e imponenti portali.
Insieme a Ḫattuša, la città è stata inserita nell'elenco dei Patrimoni dell'umanità dell'UNESCO dal 1986 e, insieme all'area circostante, fa parte del Parco nazionale di Boğazköy-Alacahöyük in Turchia.

## Posizione
Ḫattuša e Yazılıkaya si trovano nell'"Arco di Halys", a est del bacino fluviale dell'antico Halys, oggi Kızılırmak, sul lato nord dell'Akçadağ Tepesi, che appartiene all'Altopiano di Bozok (in turco: Bozok Platosu). La città si trova sulle pendici laterali di una valle formata dal torrente oggi chiamato Büyükkaya Deresi. In epoca ittita, una via processionale conduceva dal Grande Tempio di Ḫattuša al santuario, oggi non più esistente, ma ricostruibile grazie alle condizioni del paesaggio. Usciva dalla città bassa all'estremità settentrionale attraverso una porta che non è ancora stata scoperta. Lì attraversava il torrente, che in quel punto era relativamente poco profondo, e proseguiva verso nord e poi verso nord-est, seguendo un canale ancora riconoscibile lungo le mura della città. A metà strada ha superato la formazione rocciosa di Osmankayası, dove accanto a una sorgente si trova un sito di sepoltura di epoca ittita. Prosegue poi su un terreno relativamente pianeggiante e in costante ascesa, fino a terminare sul fianco del massiccio roccioso. Qui, come in molte altre zone della città, il massiccio roccioso si interrompe sul bordo della catena montuosa sotto forma di singoli banchi di roccia calcarea o scogliere.

## Storia

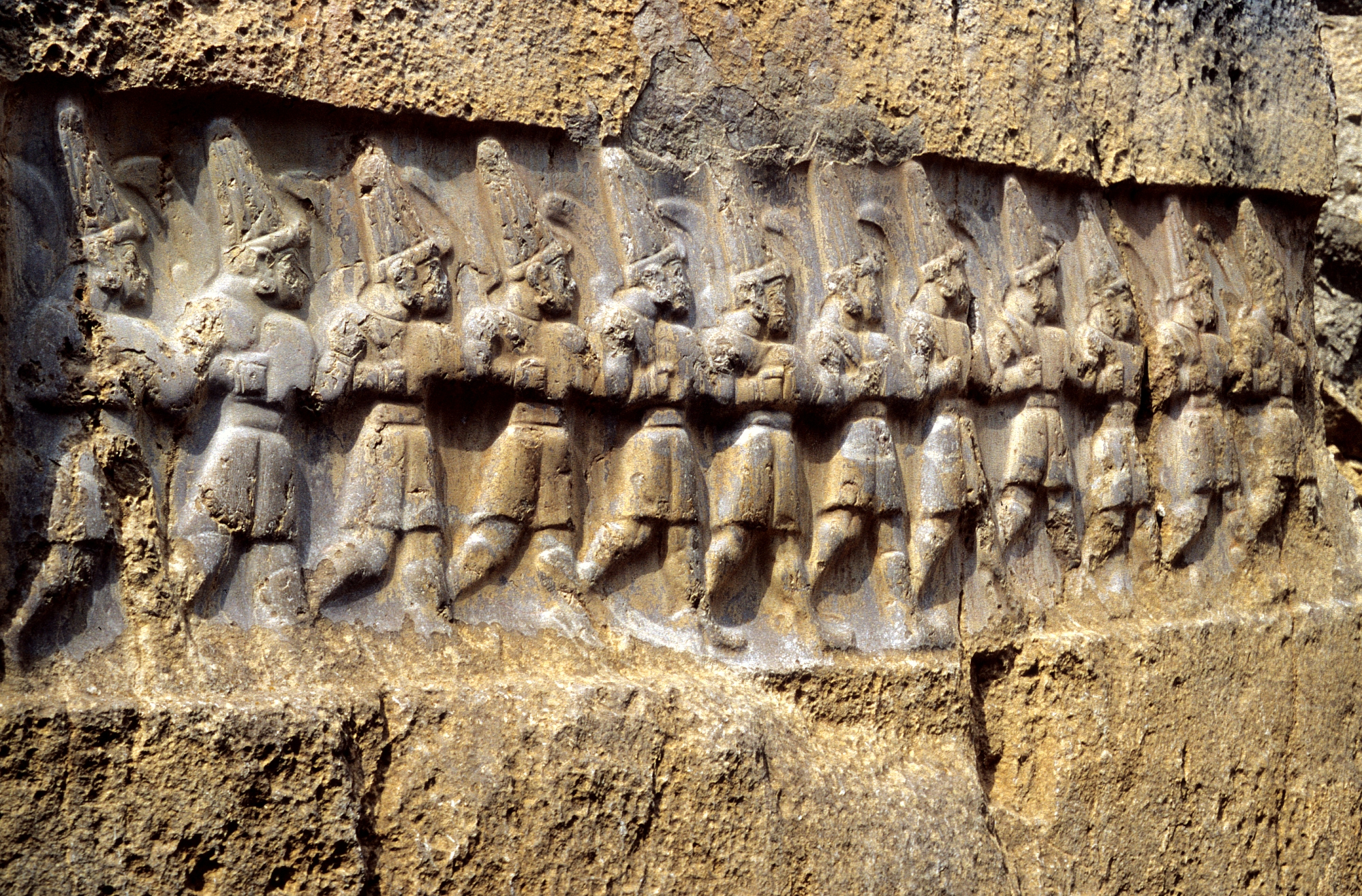
Rilievo delle 12 Divinità, Camera A

Era un luogo sacro per gli Ittiti, situato a pochi passi dalle porte della città di Ḫattuša . Aveva due camere principali formate all'interno di un gruppo di affioramenti rocciosi. L'accesso alle camere, prive di tetto, era controllato da portali e strutture edilizie costruite proprio di fronte ad esse, di cui però oggi sopravvivono solo le fondamenta. La cosa più impressionante oggi sono i rilievi rupestri delle camere A e B, che raffigurano le divinità del pantheon ittita. Uno degli usi del santuario potrebbe aver riguardato le cerimonie per la celebrazione del nuovo anno.
Era in uso almeno dalla fine del XVI secolo a.C., ma la maggior parte delle incisioni rupestri risale al regno dei re ittiti Tudhaliya IV e Suppiluliuma II, alla fine del XIII secolo a.C., quando il sito fu sottoposto a un importante restauro.

## Descrizione

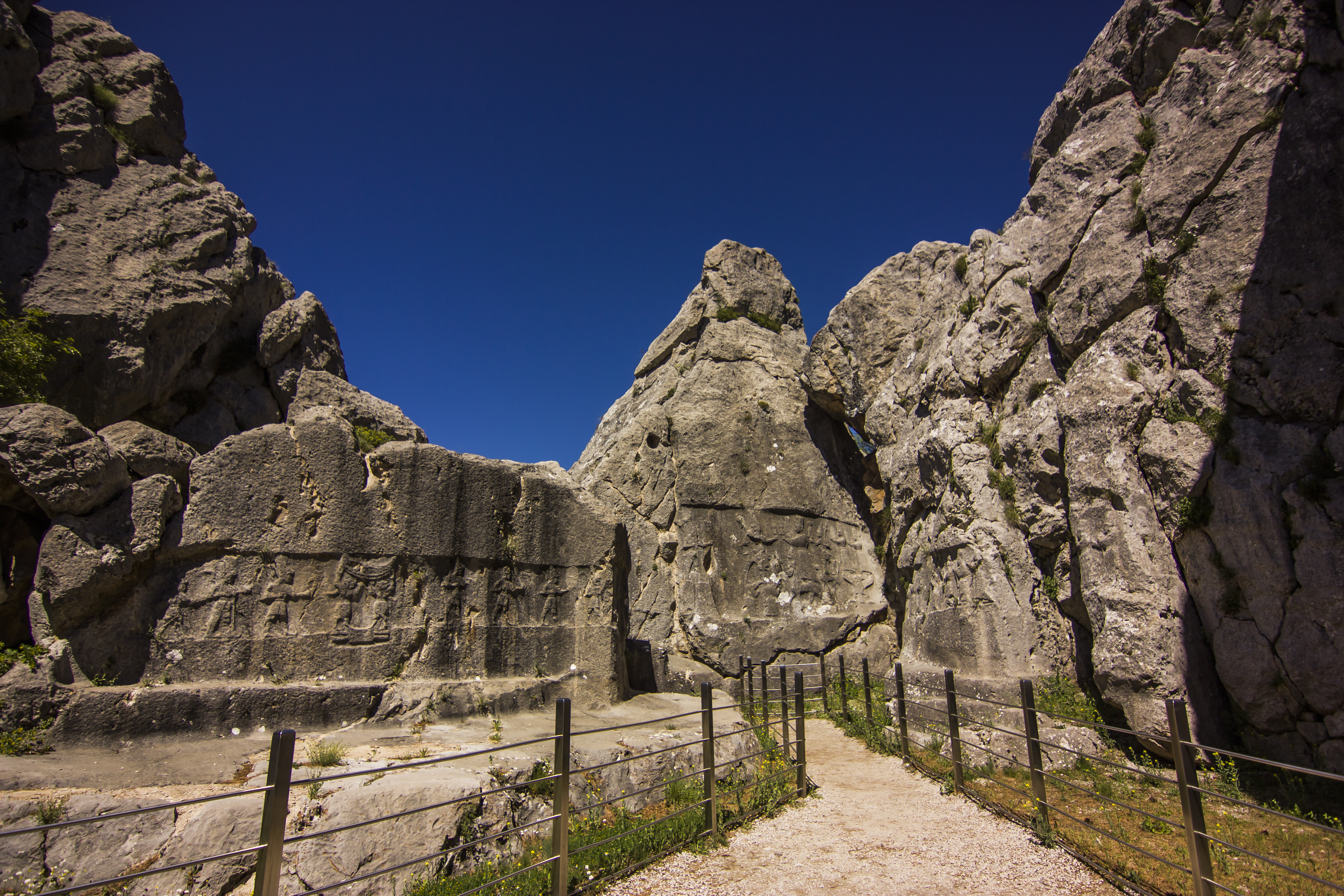
Veduta dell'ingresso alla camera A con i rilievi

Suddiviso in due camere principali (Camera A e Camera B), ricavate in alcuni affioramenti rocciosi, l'accesso era consentito da diverse strutture d'ingresso, delle quali rimangono solo le fondamenta.
Le due camere erano originariamente chiuse dall'esterno da un muro, che nel corso del XIII secolo fu sostituito da un edificio a forma di tempio che costituiva l'ingresso al santuario. L'edificio è stato costruito con il tipico metodo di costruzione in mattoni di fango, ampiamente utilizzato anche a Ḫattuša. Di conseguenza, oggi sono visibili solo le basse fondamenta dei muri in pietra.
Al tempio si accedeva dal lato stretto attraverso una scalinata e una porta indipendente. Dietro di esso, altri gradini conducevano al cortile interno dell'edificio del tempio vero e proprio, che era circondato da varie stanze, probabilmente locali di servizio e depositi. Un altare nel cortile interno suggerisce che qui si svolgessero le purificazioni e i primi atti rituali. Le scale conducevano di nuovo in un'area aperta, che portava direttamente alla più grande Camera A, mentre uno stretto corridoio a destra conduceva alla Camera B.
La più impressionante è la Camera A, che contiene rilievi rupestri di 64 divinità in processione. La parete sinistra mostra una processione di divinità maschili, che indossano il tradizionale gonnellino, le scarpe a punta e i cappelli con le corna. Le divinità montane sono raffigurate anche con gonne a squame, a simboleggiare le montagne rocciose. La parete destra mostra una processione di divinità femminili che indossano corone e gonne lunghe. L'unica eccezione a questa divisione è la dea dell'amore e della guerra, Shaushka (la dea mesopotamica Ishtar/Inanna), che è rappresentata nella processione maschile con due assistenti femminili. Ciò è probabilmente dovuto ai suoi attributi maschili di dea della guerra. Le processioni portano alla scena centrale della coppia suprema del pantheon: il dio della tempesta Teshub e la dea del sole Hebat. Teshub è in piedi su due divinità montane, mentre Hebat è in piedi su una pantera. Dietro Hebat sono raffigurati il figlio Sharruma, la figlia Alanzu e una nipote.
La Camera B, più piccola e stretta, presenta un numero inferiore di rilievi, ma più grandi e meglio conservati. Potrebbe essere stata un mausoleo mortuario o un monumento commemorativo per il re ittita Tudhaliya IV.
La pratica ittita di assimilare le divinità di altre culture nel proprio pantheon è evidente a Yazilikaya. Il dio mesopotamico della saggezza, Ea (Enki), è raffigurato nella processione maschile e il dio Teshub era una divinità hurrita che fu sincretizzata con il dio della tempesta ittita. Il consorte originario di Hebat fu trasformato nel figlio suo e di Teshub (Sharruma) e in seguito fu sincretizzato con la dea solare ittita Arinna. Si ritiene che anche Puduhepa, figlia di una sacerdotessa hurrita e moglie del re ittita Hattusili III, abbia avuto un ruolo nella crescente influenza hurrita sulla religione ittita.
Un articolo del 2019 di Rita Gautschy e Eberhard Zangger ha suggerito che il luogo potrebbe essere servito come dispositivo di misurazione del tempo, con le incisioni che servivano come marcatori per il movimento lunare e solare.
Uno studio del 2021 ha concluso che il santuario raffigurava il cosmo, compresi i suoi tre livelli: terra, cielo e inferi; oltre ai processi ciclici: giorno/notte, fasi lunari ed estate/inverno, che fungevano da calendario lunisolare. Tuttavia, le divinità supreme della Camera A si riferivano alle stelle settentrionali, mentre la Camera B rappresentava il mondo sotterraneo.